# Салстон, Джон
Сэр Джон Э́двард Са́лстон (англ. Sir John Edward Sulston; 27 марта 1942[…], Фалмер, Бакингемшир или Кембридж — 6 марта 2018[…], Фалмер, Юго-Восточная Англия) — британский биолог, лауреат Нобелевской премии в области медицины и физиологии 2002 года. Член Лондонского королевского общества (1986). Рыцарь-бакалавр с 2001 года. 
Нобелевской премии удостоился совместно с Робертом Хорвицем и Сиднеем Бреннером «за открытия в области генетического регулирования развития человеческих органов».

## Биография

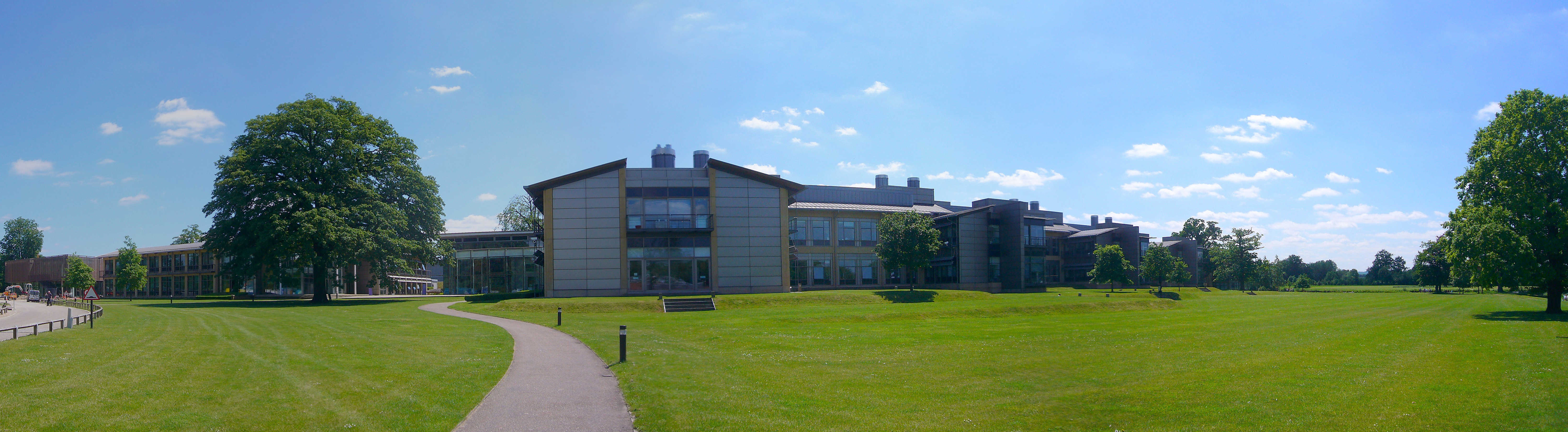
Европейский институт биоинформатики и лаборатории Салстона при Институте Сенгера

В 1963 году окончил Пемброк-колледж Кембриджского университета со степенью бакалавра искусств в естественных науках (химия), а в 1966 году в департаменте химии того же университета защитил докторскую диссертацию по химии нуклеотидов. В 1966—1969 годах работал в Институте Солка (Сан-Диего), после чего вернулся в Великобританию, где стал работать под руководством Сиднея Бреннера в лаборатории молекулярной биологии (MRC, Кембридж). Играл ключевую роль в проектах геномов Caenorhabditis elegans и человекa. Доказал, что секвенирование генома Caenorhabditis elegans необходимо, чтобы показать возможность крупномасштабных проектов по секвенированию. Был директором Центра Сенгера (сейчас Институт Сенгера) в 1992—2000 годах. Член EMBO (1989).
Один из наиболее существенных вкладов Салстона — полное описание порядка деления эмбриональных клеток C. elegans. В его лаборатории была прослежена судьба абсолютно всех клеток в процессе развития этого червя. После завершения проекта «Геном человека», британскую часть которого он возглавлял, Салстон занялся общественной деятельностью, в частности он выступал против патентования генетической информации человека. Руководил Институтом научной этики и инноваций в Манчестерском университете.

## Награды и отличия
- Премия Олдена Спенсера[англ.] (1986)
- Международная премия Гайрднера (1991, 2002)
- 1996 — Медаль Дарвина Лондонского королевского общества
- 1998 — Премия Розенстила (вместе с Робертом Хорвицем)
- 2000 — Премия Джорджа Бидла[англ.]
- 2001 — Royal Institution Christmas Lectures[англ.]
- 2001 — Медаль Эдинбурга[англ.]
- 2001 — Премия принцессы Астурийской
- 2002 — Премия Дэна Дэвида
- 2002 — Премия Альфреда Слоуна[англ.]
- 2002 — Гуманитарная премия Роберта Бёрнса[англ.]
- 2002 — Нобелевская премия по физиологии и медицине
- 2006 — Dawson Prize in Genetics, дублинский Тринити-колледж
- 2013 — Мемориальная лекция Резерфорда[англ.]